# Éric Sadin
 (décembre 2020).
Éric Sadin, né le 3 septembre 1973, est un écrivain et philosophe français, principalement connu pour ses écrits technocritiques.

## Biographie

### Carrière
Écrivain, Éric Sadin explore certaines des mutations décisives de la fin du XXe et du début du XXIe siècle en alternant ouvrages littéraires et théoriques.
En 1999, il fonde la revue éc/artS, dédiée aux pratiques artistiques et aux nouvelles technologies. Il commence à se faire connaître en publiant en 2009 son livre Surveillance globale : enquête sur les nouvelles formes de contrôle.
Il devient par la suite un intervenant régulier à Sciences Po, à Paris, et intervient dans de nombreuses universités et centres de recherches en Europe, en Amérique du Nord et en Asie.  
Il a été aussi professeur à l’école supérieure d’art de Toulon, et professeur invité à l’ECAL de Lausanne et à l’université d’art IAMAS, à Ōgaki (Japon).

## Ouvrages parus (sélection)

### Essais
- Times of the Signs : Communication and Information: A Visual Analysis of New Urban Spaces, Birkhäuser Verlag, 2007
- Globale paranoïa, Les Petits matins, coll. « Les Grands soirs », 2009 (ISBN 978-2-915879-49-0)
- Surveillance globale : enquête sur les nouvelles formes de contrôle, Flammarion, coll. « Climats », 2009, 234 p. (ISBN 978-2-08-122297-7)
- La Société de l'anticipation : le Web précognitif ou la rupture anthropologique, Inculte, coll. « Essais », 2011, 200 p. (ISBN 978-2-916940-34-2)
- L'Humanité augmentée : l'administration numérique du monde, L'Échappée, coll. « Pour en finir avec », 2013, 189 p. (ISBN 978-2-915830-75-0)
- La Vie algorithmique : critique de la raison numérique, L'Échappée, coll. « Pour en finir avec », 2015, 278 p. (ISBN 978-2-915830-94-1)
- La Silicolonisation du monde : l’irrésistible expansion du libéralisme numérique, L'Échappée, coll. « Pour en finir avec », 2016, 291 p. (ISBN 978-2-37309-016-1)
- L’Intelligence artificielle ou L’enjeu du siècle : anatomie d’un antihumanisme radical, L'Échappée, coll. « Pour en finir avec », 2018, 296 p. (ISBN 978-2-37309-050-5)Le titre de l'ouvrage est une référence à La Technique ou l'Enjeu du siècle de Jacques Ellul[6].
- L'Ère de l'individu tyran : la fin d'un monde commun, Grasset, 2020, 348 p. (ISBN 978-2-246-82242-4)[7]
- Faire sécession : une politique de nous-mêmes, L'Échappée, coll. « Pour en finir avec », 2021, 224 p. (ISBN 978-2-37309-097-0)
- La vie spectrale : Penser l'ère du métavers et des IA génératives, Grasset, 2023

### Poésie
- Tokyo, P.O.L, 2005 (ISBN 978-2-846821-06-3)
- Les Quatre couleurs de l'Apocalypse : hyperscénarios d’attentats de masse, Inculte, coll. « Afterpop/Fictions », 2011, 151 p. (ISBN 978-2-916940-35-9)
- Softlove, Galaade éditions, 2014, 118 p. (ISBN 978-2-35176-336-0)